# Oskari Frösén
Oskari Frösén (né le 24 janvier 1976 à Kristinestad) est un athlète finlandais, spécialiste du saut en hauteur. Il est suédophone.

## Performances
Oskari Frösén a réalisé 2,31 m en salle en 2004 et 2,30 m en 2001. Il a remporté les Championnats d'Europe junior d'athlétisme 1995.